# RuPaul's Drag Race (mùa 13)
Mùa thứ mười ba của RuPaul's Drag Race bắt đầu phát sóng vào ngày 1 tháng 1 năm 2021. Danh sách thí sinh được thông báo qua Twitter vào ngày 9 tháng 12 năm 2020 với 13 thí sinh cạnh tranh cho danh hiệu "America's Next Drag Superstar". Cuộc thi được phát sóng trên kênh VH1 của Hoa Kỳ.

## Thí sinh
Số liệu tại thời điểm ghi hình:
| Thí sinh          | Tuổi tác | Quê nhà                      | Kết quả   |
| ----------------- | -------- | ---------------------------- | --------- |
| Symone            | 25       | Los Angeles, California      | Quán quân |
| Kandy Muse        | 25       | Thành phố New York, New York | Á quân    |
| Gottmik           | 23       | Los Angeles, California      | Hạng 3/4  |
| Rosé              | 31       | Thành phố New York, New York | Hạng 3/4  |
| Olivia Lux        | 26       | Brooklyn, New York           | Hạng 5    |
| Utica Queen       | 25       | Utica, Minnesota             | Hạng 6    |
| Tina Burner       | 39       | Thành phố New York, New York | Hạng 7    |
| Denali            | 28       | Chicago, Illinois            | Hạng 8    |
| Elliott with 2 Ts | 26       | Las Vegas, Nevada            | Hạng 9    |
| LaLa Ri           | 30       | An toànlanta, Georgia        | Hạng 10   |
| Tamisha Iman      | 49       | An toànlanta, Georgia        | Hạng 11   |
| Joey Jay          | 30       | Phoenix, Arizona             | Hạng 12   |
| Kahmora Hall      | 28       | Chicago, Illinois            | Hạng 13   |

## Bảng loại trừ
| Thí sinh          | Tập   | Tập     | Tập     | Tập       | Tập       | Tập       | Tập       | Tập       | Tập       | Tập       | Tập       | Tập       | Tập       | Tập     | Tập   | Tập       |
| Thí sinh          | 1     | 2       | 3       | 4         | 5         | 6         | 7         | 8         | 9         | 10        | 11        | 12        | 13        | 14      | 15    | 16        |
| ----------------- | ----- | ------- | ------- | --------- | --------- | --------- | --------- | --------- | --------- | --------- | --------- | --------- | --------- | ------- | ----- | --------- |
| Symone            | THẮNG | THẮNG   |         | THẮNG     | An toàn   | An toàn   | CAO       | Nguy hiểm | An toàn   | THẮNG     | THẮNG     | Nguy hiểm | CAO       | An toàn | Khách | QUÁN QUÂN |
| Kandy Muse        | THẮNG | THẤP    |         | CAO       | An toàn   | Nguy hiểm | CAO       | Nguy hiểm | An toàn   | CAO       | CAO       | THẮNG     | Nguy hiểm | An toàn | Khách | Á QUÂN    |
| Gottmik           | THẮNG | THẤP    |         | An toàn   | THẮNG     | An toàn   | An toàn   | CAO       | THẮNG     | CAO       | THẤP      | CAO       | CAO       | An toàn | Khách | LOẠI      |
| Rosé              | THUA  |         | TOP2    | CAO       | CAO       | An toàn   | An toàn   | THẮNG     | CAO       | THẤP      | THẮNG     | CAO       | THẮNG     | An toàn | Khách | LOẠI      |
| Olivia Lux        | THẮNG | TOP2    |         | An toàn   | An toàn   | THẮNG     | THẮNG     | An toàn   | THẤP      | Nguy hiểm | An toàn   | THẤP      | LOẠI      |         | Khách | Khách     |
| Utica Queen       | THUA  |         | An toàn | An toàn   | CAO       | THẤP      | THẤP      | An toàn   | Nguy hiểm | THẮNG     | Nguy hiểm | LOẠI      |           |         | Khách | Khách     |
| Tina Burner       | THẮNG | An toàn |         | An toàn   | An toàn   | CAO       | An toàn   | THẤP      | An toàn   | THẤP      | LOẠI      |           |           |         | Khách | Khách     |
| Denali            | THUA  |         | THẮNG   | Nguy hiểm | An toàn   | An toàn   | An toàn   | CAO       | CAO       | LOẠI      |           |           |           |         | Khách | Khách     |
| Elliott with 2 Ts | THUA  | CAO     |         | An toàn   | An toàn   | CAO       | Nguy hiểm | An toàn   | LOẠI      |           |           |           |           |         | Khách | Khách     |
| LaLa Ri           | THẮNG | CAO     |         | THẤP      | Nguy hiểm | An toàn   | LOẠI      |           |           |           |           |           |           |         | Khách | Miss C    |
| Tamisha Iman      | THUA  |         | CAO     | An toàn   | THẤP      | LOẠI      |           |           |           |           |           |           |           |         | Khách | Khách     |
| Joey Jay          | THUA  |         | An toàn | An toàn   | LOẠI      |           |           |           |           |           |           |           |           |         | Khách | Khách     |
| Kahmora Hall      | THUA  |         | THẤP    | LOẠI      |           |           |           |           |           |           |           |           |           |         | Khách | Khách     |

      Thí sinh thắng RuPaul's Drag Race.
     Thí sinh về nhì
     Thí sinh bị loại trong đêm chung kết
     Thí sinh đạt danh hiệu "Hoa hậu thân thiện" (Miss Congeniality)
     Thí sinh thắng thử thách.
     Thí sinh thắng màn Lipsync tập đầu tiên.
     Thí sinh thua màn Lipsync tập đầu tiên.
     Thí sinh thua màn Lipsync tập đầu tiên, bị loại bởi các thí sinh nhưng quay lại cuộc thi sau đó.
     Thí sinh thuộc top 2 người xuất sắc nhất (của tập mở màn), và thắng cả màn Lipsync
     Thí sinh thuộc top 2 người xuất sắc nhất (của tập mở màn), nhưng thua màn Lipsync
     Thí sinh nhận đánh giá tích cực và an toàn.
     Thí sinh nhận đánh giá và an toàn
     Thí sinh an toàn
     Thí sinh nhận đánh giá tiêu cực nhưng an toàn.
     Thí sinh rơi vào nhóm nguy hiểm.
     Thí sinh bị loại.
     Thí sinh được bình chọn làm Lipsync Assassin của mùa bởi Ru, và thắng màn Lipsync cho quỹ từ thiện.
     Thí sinh được bình chọn làm Lipsync Assassin của mùa bởi Ru, nhưng thua màn Lipsync cho quỹ từ thiện.
     Thí sinh được bình chọn làm Golden Bootie của mùa bởi Ru.

## Lip syncs
| Tập | Thí sinh                                           | Thí sinh                                           | Thí sinh                                           | Bài hát                                                     | Người chiến thắng |
| --- | -------------------------------------------------- | -------------------------------------------------- | -------------------------------------------------- | ----------------------------------------------------------- | ----------------- |
| 1   | Joey Jay                                           | vs                                                 | Kandy Muse                                         | "Call Me Maybe" (Carly Rae Jepsen)                          | Kandy Muse        |
| 1   | Denali                                             | vs                                                 | LaLa Ri                                            | "When I Grow Up" (The Pussycat Dolls)                       | LaLa Ri           |
| 1   | Symone                                             | vs                                                 | Tamisha Iman                                       | "The Pleasure Principle" (Janet Jackson)                    | Symone            |
| 1   | Gottmik                                            | vs                                                 | Utica Queen                                        | "Rumors" (Lindsay Lohan)                                    | Gottmik           |
| 1   | Olivia Lux                                         | vs                                                 | Rosé                                               | "Ex's & Oh's" (Elle King)                                   | Olivia Lux        |
| 1   | Elliott with 2 Ts vs. Kahmora Hall vs. Tina Burner | Elliott with 2 Ts vs. Kahmora Hall vs. Tina Burner | Elliott with 2 Ts vs. Kahmora Hall vs. Tina Burner | "Lady Marmalade" (Christina Aguilera, Lil' Kim, Mýa, P!nk)  | Tina Burner       |
| 2   | Olivia Lux                                         | vs                                                 | Symone                                             | "Break My Heart" (Dua Lipa)                                 | Symone            |
| 3   | Denali                                             | vs                                                 | Rosé                                               | "If U Seek Amy" (Britney Spears)                            | Denali            |
| Tập | Thí sinh                                           | Thí sinh                                           | Thí sinh                                           | Bài hát                                                     | Bị loại           |
| 4   | Denali                                             | vs                                                 | Kahmora Hall                                       | "100% Pure Love" (Crystal Waters)                           | Kahmora Hall      |
| 5   | Joey Jay                                           | vs                                                 | LaLa Ri                                            | "Fancy" (Iggy Azalea ft. Charli XCX)                        | Joey Jay          |
| 6   | Kandy Muse                                         | vs                                                 | Tamisha Iman                                       | "Hit 'Em Up Style (Oops!)" (Blu Cantrell)                   | Tamisha Iman      |
| 7   | Elliott with 2 Ts                                  | vs                                                 | LaLa Ri                                            | "Whole Lotta Woman" (Kelly Clarkson)                        | LaLa Ri           |
| 8   | Kandy Muse                                         | vs                                                 | Symone                                             | "BO$$" (Fifth Harmony)                                      | Không có          |
| 9   | Elliott with 2 Ts                                  | vs                                                 | Utica Queen                                        | "Fascinated" (Company B)                                    | Elliott with 2 Ts |
| 10  | Denali                                             | vs                                                 | Olivia Lux                                         | "Shackles (Praise You)" (Mary Mary)                         | Denali            |
| 11  | Tina Burner                                        | vs                                                 | Utica Queen                                        | "My Humps" (The Black Eyed Peas)                            | Tina Burner       |
| 12  | Symone                                             | vs                                                 | Utica Queen                                        | "No Tears Left to Cry" (Ariana Grande)                      | Utica Queen       |
| 13  | Kandy Muse                                         | vs                                                 | Olivia Lux                                         | "Strong Enough" (Cher)                                      | Olivia Lux        |
| 14  | Gottmik                                            | Gottmik                                            | Gottmik                                            | "I Learned from the Best (HQ2 Radio Mix)" (Whitney Houston) | Không có          |
| 14  | Kandy Muse                                         |                                                    |                                                    | "I Learned from the Best (HQ2 Radio Mix)" (Whitney Houston) | Không có          |
| 14  | Rosé                                               |                                                    |                                                    | "I Learned from the Best (HQ2 Radio Mix)" (Whitney Houston) | Không có          |
| 14  | Symone                                             |                                                    |                                                    | "I Learned from the Best (HQ2 Radio Mix)" (Whitney Houston) | Không có          |
| Tập | Thí sinh (Tên tổ chức từ thiện)                    | Thí sinh (Tên tổ chức từ thiện)                    | Thí sinh (Tên tổ chức từ thiện)                    | Bài hát                                                     | Người chiến thắng |
| 15  | Denali (NCTE)                                      | vs                                                 | LaLa Ri (NBJC)                                     | "Be My Lover" (La Bouche)                                   | Denali            |
| Tập | Thí sinh                                           | Thí sinh                                           | Thí sinh                                           | Bài hát                                                     | Bị loại           |
| 16  | Kandy Muse                                         | vs                                                 | Rosé                                               | "Work Bitch" (Britney Spears)                               | Rosé              |
| 16  | Gottmik                                            | vs                                                 | Symone                                             | "Gimme More" (Britney Spears)                               | Gottmik           |
| 16  | Kandy Muse                                         | vs                                                 | Symone                                             | "Till the World Ends" (Britney Spears)                      | Kandy Muse        |

     Thí sinh thắng màn Lipsync tập đầu tiên.
     Thí sinh thắng màn Lipsync để chiến thắng tập.
     Thí sinh thắng màn Lipsync cho quỹ từ thiện mà họ chọn.
     Thí sinh bị loại sau lần đầu rơi vào nhóm nguy hiểm.
     Thí sinh bị loại sau lần thứ hai rơi vào nhóm nguy hiểm.
     Thí sinh bị loại sau lần thứ ba rơi vào nhóm nguy hiểm.
     Thí sinh bị loại ở vòng đầu của màn Lipsync đêm chung kết.
     Thí sinh bị loại ở vòng hai của màn Lipsync đêm chung kết.